# Drabescoides nuchalis
Drabescoides nuchalis är en insektsart som beskrevs av Jacobi 1943. Drabescoides nuchalis ingår i släktet Drabescoides och familjen dvärgstritar. Inga underarter finns listade i Catalogue of Life.